# تاریخ کتابخانه در ایران

## پیش از اسلام

### میان‌رودان
کتابخانه سلطنتی آشوربانی‌پال کتابخانه‌ای دارای هزاران لوح رسی و تکه‌های حاوی متون مختلف مربوط به قرن هفتم پیش از میلاد می‌باشد، در میان این گنجینه می‌توان به لوح مشهور حماسه گیلگمش اشاره داشت.

### هخامنشیان
در زمان شاهنشاهی هخامنشی در ایران (۵۵۸–۳۳۰ پ. م) کتاب‌های علمی و مذهبی ایران از زمان زرتشت در کتابخانه‌های «گنج هاپیگان» در تخت سلیمان و «دزی ناپشت» در تخت جمشید بایگانی شده‌بودند. گمان می‌رود که این کتاب‌ها در موضوعات فلسفه، نجوم، کیمیاگری و علوم پزشکی بوده‌است، موضوعاتی که مغان ایران در آن‌ها استاد بودند. گفته می‌شود که پس از فتح ایران توسط اسکندر مقدونی، کلیهٔ این کتاب‌ها در آتش سوختند.
ابن‌ندیم به نقل از کتاب نهمطان‌فی معرفه طالع الانسان تألیف ابوسهل‌بن نوبخت ایرانی ادعا دارد که اسکندر تعمداً به نابود کردن سازمان یافتهٔ کتاب‌ها پرداخت می‌نویسد: 
کی ضحاک در زمین‌های سواد شهری بنا کرد و نام آن را از مشتری درآورد و آنرا جایگاه علم و علما قرار داد و دوازده کاخ به شماره برج‌های آسمانی نامید و برای کتاب‌های علمی در آنها خزینه‌هایی بساخت و دانشمندان را در آن کاخ‌ها جای داد…. اسکندر پادشاه یونان برای هجوم به ایران از شهری که رومیان آن را مقدونیه می‌نامند بیرون شد و دارا پسر شاه دارا را به قتل رسانید و شهرها را ویران ساخت و کاخ‌هایی که بدست بزرگان و سرکشان ساخته شده بود خراب کرد. کاخ‌هایی که بر سنگ‌ها و تخته‌های آن انواع علوم نقش و نقر شده بود با خاک یکسان کرد و با این خرابکاری‌ها و آتش‌سوزی‌ها آنها را بهم ریخت و در هم کوبید و از آنچه در دیوان‌ها و خزینه‌های استخر بود رونوشتی برداشته و به زبان رومی و قبطی برگردانید و پس از اینکه از نسخه‌برداری‌های مورد نیازش فراغت یافت آنچه به خط گشتک در آنجا بود در آتش انداخت و بسوخت. آنچه را از علوم نجوم و طب و علم‌النفس می‌خواست از آنها برگرفت و با دیگر چیزها از علوم و اموال و گنجینه‌ها و دانشمندان تصاحب کرده و به مصر فرستاد.
از آثار ایرانیان تنها آن‌هایی به جا ماند که پادشاهان گذشته از آن نسخه‌برداری کرده یا به چین و هند فرستاده بودند.
منبع دیگری که به بیان کتابخانه‌های ایران در دوران پیش از حملهٔ اسکندر بپردازد ابومشعر بلخی ایرانی است که در کتاب اختلاف الزیجات خود آورده‌است:

پادشاهان ایران برای نگاهداری و حفظ و صیانت دانش‌ها و بجای ماندن آن‌ها اهتمامی فوق‌العاده مبذول می‌داشتند؛ آن‌ها برای محفوظ ماندن کتاب‌ها و آثار دانشمندان از آسیب زمانه و آفات آسمانی و زمینی وسیلهٔ از سخت‌ترین محکم‌ترین اسباب و لوازم برگزیدند که تاب مقاومت در برابر هر گونه پیش‌آمدی را داشته باشد و عفونت و پوسیدگی در آن راه نیابد و آن پوست درخت خدنگ بود که بآن توز می‌گفتند. چنان‌که هندیان و چینیان و مردم دیگر کشورها از ایشان پیروی کردند و توز برای محکمی و سختی و نرمی و قابلیت انعطاف در کمانسازی هم بکار برده می‌شد.
ایرانی‌ها پس از اینکه بهترین وسیله را برای ثبت و ضبط و نوشتن و نگاهداری دانش‌ها بدست آوردند برای یافتن بهترین جا و مکان جهت بنیاد کتابخانه‌ها و خزانه کتاب به جستجو پرداختند جایی که از زمین‌لرزه بر کنار و گلش چسبندگی داشته باشد تا برای ساختمان‌های محکم و پابرجا مناسب باشد. پس از کنجکاوی بسیار سرانجام شهرستانی که همه این محسنات را داشت یافتند و آن شهر اصفهان بود. در آنجا هم پس از کاوش نقاط مختلف شهر روستای جی را بهترین جا و مکان یافتند. در جی کهن‌دژ را برگزیدند و در آنجا عمارتی رفیع بنیاد نهادند و سارویه‌اش نامیدند.
مردم از پی بنا بسازنده و پایه‌گذار آن پی بردند زیرا در سال‌های گذشته گوشه‌ای از ساختمان سارویه ویران گردید و در آن سغی (دالانی) نمایان شد که با گل سفت (ساروج) ساخته شده بود و در آن کتاب‌های زیادی از نوشته پیشینیان نهاده بودند که بر پوست خدنگ نوشته بودند: در دانش‌های گونه‌گون به خط پارسی باستانی.
از این کتاب‌ها تعدادی به دست کسی رسید که در خواندن آن‌ها دانا و توانا بود. در آن‌ها نوشته‌ای از برخی شاهان ایران یافت که چنین بود «به طهمورث شاه که دوستدار دانش و دانش‌پژوهان بود خبر دادند که در اثر یک حادثه آسمانی که در مغرب به ظهور خواهد پیوست به علت ریزش باران‌های پی‌در پی جهان را آب فراخواهد گرفت. زمان وقوع آن با گذشتن دویست و سی و یکسال و سیصد روز از آغاز پادشاهی وی خواهد بود.
منجمان تهمورث شاه را بر آن داشتند که برای پرهیز از زیان و خسران آن توفان چاره‌ای اندیشد و گفتند زیان و خسرا آن باران و توفان تا انتهای مشرق کشیده خواهد شد. تهمورث شاه مهندسان و کارآگهان را فرمان داد در سراسر ایرانشهر کاوش کنند و جویا شوند تا جایی را که از همه جهت برتری داشته باشد برای ساختمان بنایی به منظور حفظ آثار دانش برگزیدگان.
آن‌ها پس از جستجو جی را در اصفهان برگزیدند و سارویه تا آنچه از کتاب‌های علوم مختلف که بر پوست خدنگ نوشته شده بود در خزاین سارویه جا دادند تا پس از برطرف شدن توفان دانش‌های کهن برای مردم جهان بجای بماند.

در میان کتاب‌های آن کتابخانه کتابی اثر یکی از دانشمندان باستانی ایران بود در علم ادوارسنین که برای استخراج سپر ستارگان و علل حرکتشان بکار می‌رفت. مردم دوره تهمورث شاه و پارسیان پیش از آن، آن را ادورا هزارات می‌خوانند و بسیاری از دانشمندان هند و کلدانیان قدیم که نخستین سکنه حومه بابل بودند گردش سیارات هفتگانه را از آن استخراج می‌کردند و این زیج را از میان دیگر زیج‌های آن زمان برتری می‌دادند زیرا از همه صحیح‌تر و مختصرتر بود و منجمان آن زمان زیجی از آن استخراج کردند و آن را زیج شهریاری یعنی پادشاه زیج‌ها نامیدند.
ابن ندیم خود می‌گوید:
یکی از اشخاص ثقه به من خبر داد که در سال ۳۵۰ هجری سارویه جی دالانی خراب گردید که جایش معلوم نشد زیرا از بلند بودن سطح آن گمان می‌کردند که درون آن خالی نبوده و پر است تا زمانی که آن خود به خود فرو ریخت و در آن کتاب‌های زیادی به دست آمد که هیچ‌کس نمی‌توانست آنها را بخواند و آنچه من با چشم خود دیدم و ابوالفضل عمید آنها را در سال سیصد و چهل و اندی فرستاده بود کتاب‌هایی بودند پاره‌پاره که از باروی اصفهان میان صندوق‌هایی بدست آمده و به زبان یونانی بود کسانی که آن زبان را می‌دانستند مانند یوحنا و دیگران آن را ترجمه کردند و آشکار شد که نام سربازان و جیره آنان است و آن کتابها چنان گندزا بودند که گویی تازه از دباغی درآمده‌اند ولی پس از آنکه یکسال در بغداد ماندند خشک شدند و تغییر کردند و عفونتشان برطرف شد و پاره‌ای از آنها نزد شیخ ابوسلیمان موجود است. گویند سارویه یکی از بناهای محکم باستانی است که ساختمان معجزه‌آسایی دارد و در مشرق چون اهرام مصر در مغرب از نظر عظمت و اعجاب است.

### اشکانیان
در نسا و اورمان و دورا اوروپوس قطعات بسیاری از چرم‌های نوشته شده متعلق به زمان پارتها به دست آمده که بر آن‌ها مطالبی راجع به امور اقتصادی و سیاسی نوشته شده‌است. بسیاری از این نوشته‌ها هنوز خوانده نشده‌است.

بسیاری کتاب‌هایی که در دورهٔ ساسانیان وجود داشته‌است ریشه در دورهٔ اشکانیان بوده‌است. ابن ندیم دربارهٔ کتابخانه اردشیر بابکان می‌نویسد: 
کتابهایی که از ایران باستان مانده و پراکنده شده بودند گردآورد و در گنجینه‌ای آنها را نگاهداری می‌کرد.

### ساسانیان

#### گندی‌شاپور
در سال ۲۵۰ پ. م کتابخانه گندی شاپور (جندی شاپور در خوزستان) که بزرگ‌ترین کتابخانه دنیای باستان بشمار آورده شده‌است آغاز بکار کرد. این دانشگاه بزرگ‌ترین مرکز آموزش و پژوهش پزشکی، فلسفه (حکمت) و ادبیات دنیای قدیم خوانده شده‌است. در این دانشگاه استادان ایرانی، هندی، یونانی و رومی تدریس می‌کردند. بعد از اینکه اعراب مسلمان ایران را تسخیر کردند، به زودی به اهمیت این مؤسسه آموزشی پی بردند و بر آن شدند که شکوه سابق آن را حفظ کنند. آن‌ها همه سازمان‌های شهر را باقی نگاه داشتند، از جمله بیمارستان، کتابخانه، مدرسه پزشکی و معابد آن را. و علاوه بر این برای دکترهایی که در گندی شاپور تحصیل کرده بودند شغل ایجاد کردند.

## پس از اسلام
کتابخانه‌های ایران در سده‌های آغازین ورود اسلام به ایران بدین شرح بودند:
کتابخانه رصد خانه مراغه
به سفارش خواجه نصیرالدین طوسی و به فرمان هولاکو -نوهٔ چنگیزخان مغول- آغاز شد. هولاکو برای نگهداری این سازمان پژوهشی موقوفه‌های ویژه‌ای در نظر گرفت. کتابخانه‌ای شامل ۴۰۰ هزار جلد کتاب که عمدتا هنگام فتح بغداد توسط مغول ها به دستور خواجه نصیرالدین از کتابخانه دالرخلافه به ایران مرکز انتقال داده شدند ، و ابزارهای اخترشناسی، از جمله ذات‌الربع دیواری به شعاع ۴۳۰ سانتی‌متر، حلقه‌دار (ذات‌الحلق)، حلقهٔ انقلابی، حلقهٔ اعتدالی و حلقهٔ سموت نیز فراهم شدند. در همین‌جا بود که زیج ایلخانی به‌سال ۶۷۰ هجری (۱۲۷۶ میلادی) فراهم شد.
رصدخانهٔ مراغه فقط مخصوص رصد ستارگان نبود و یک سازمان علمی گسترده بود که بیش‌تر شاخه‌های دانش درس داده می‌شد و مشهورترین دانشمندان آن عصر -از جمله قطب‌الدین شیرازی، کاشف علت اصلی تشکیل رنگین کمان- در آن‌جا جمع شده بودند. به‌علاوه چون در آن زمان ارتباط علمی چین و ایران به‌علت استیلای مغولان بر هر دو سرزمین برقرار شده‌بود، دانشمندان چینی -از جمله فردی به‌نام فائو مون‌جی- در این مرکز فعالت داشتند. همچنین فیلسوف و فرهنگ‌نامه‌نویس مسیحی -ابن‌العبری- در رصدخانهٔ مراغه به درس‌دادن کتاب‌های اصول اقلیدوس و المجسطی بطلمیوس مشغول بود.

### کتابخانه ابوالوفای همدانی
در زندگی‌نامهٔ حبیب ابن اوس طائی یا ابی تماماز شاعران نامدار عرب آمده‌است که در همدان در منزل ابو الوفا بن سلمه بسر می‌برده‌است و در طول اقامت در همدان از کتابخانه بزرگ او استفاده کرده و کتاب دیوان الحماسه که در آن آثار ۳۰۰نفر از شاعران عرب را آورده، را نوشته‌است. بدون شک بیش از سیصد جلد کتاب در آن‌جا وجود داشته‌است.

### کتابخانه بهاءالدوله دیلمی
مقدسی در احسن التقاسیم از کتابخانه‌ای منسوب به بهاءالدوله دیلمی سخن آورده‌است.

### کتابخانه عضدالدوله دیلمی در شیراز
از بزرگ‌ترین کتابخانه‌های ایران بوده‌است که برای نخستین بار کتاب‌ها را بر پایهٔ موضوع، نام کتاب، و نام مؤلف رده‌بندی کرده‌است و کتاب‌های هر علمی در اتاقی جداگانه نگهداری می‌شده‌است. برای کتاب‌های موجود فهرست‌هایی وجود داشته که مقدسی که خود این کتاب فهرست را دیده بوده‌است چنین می‌نویسد:
در کتابخانه عضدالدوله از هر کتابی که تا آن زمان تألیف و تصنیف یافته بود نسخه‌ای نگاهداری می‌شد و کتابهایی نیز وجود داشته که به خط مؤلفان و مصنفان آن بوده‌است.

### کتابخانه عمادالدوله دیلمی
از بشاری روایت کرده‌اند که گفته‌است عمادالدوله دیلمی (۳۲۲–۳۳۸ ه‍.ق) نیز در شیراز کتابخانه‌ای معتبر و عظیمی ساخته‌بوده‌است که در نزدیکی کاخ او قرار داشته‌است.

### کتابخانه نوح بن منصور سامانی
سامانیان به دانش و ادب و فرهنگ فارسی و ایرانی بسیار ارج می‌نهیدند. پورسینا در این باره چنین آورده:
سپس روزی از او (نوح بن منصور) دستور خواستم که به کتابخانه‌شان بروم و آنچه که از کتابهای پزشکی درآنجا هست بخوانم و مطالعه کنم، پس مر ا دستوری داد و بسرائی اندر شدم که خانه‌های بسیار داشت و در هر خانه‌ای صندوقهای کتاب بود که روی هم انباشته بودند، در یک خانه کتابهای تازی و شعر و در دیگری فقه و بدین گونه در هر خانه‌ای کتابهای دانشی، پس بر فهرست کتابهای اوائل نگریستم و هر چه از آنها را که بدان نیاز داشتم خواستم و کتابهای یافتم که نام آنها به بسیاری از مردم نرسیده بود.
ابن اصیبعه در طبقات الحکما و ابن خلکان نیز از کتابخانه نوح بن منصور سامانی یاد کرده‌اند.

### کتابخانه ابن العمید
ابوالفضل ابن العمید وزیر رکن‌الدوله دیلمی (بویهی)، کتابخانه مهمی در ری داشت. ابن مسکویه هفت سال کتابدار این کتابخانه بود. ابن مسکویه نوشته‌است که کتاب‌های ابن العمید بیش از صد بار شتر بود.

### کتابخانه صاحب بن عباد
در معجم الادباء و روضات الجنات و کتاب النقض در بزرگی «کتابخانه صاحب بن عباد» در ری مطالب قابل توجهی آمده‌است.
صاحب بن عباد در شرح کتاب الاغانی ابو الفرج اصفهانی می‌نویسد:
در کتابخانه‌ام یکصد و هفده هزار جلد کتاب نفیس دارم!! لیکن آنگاه که کتاب الاغانی را بدست آوردم از خواندن کتابهای دیگر بازماندم.
نوح بن منصور سامانی در نامه‌ای به صاحب بن عباد، او را برای وزارت به بخارا دعوت می‌کند اما صاحب بن عباد چنین پاسخ می‌دهد:
من بدون کتاب نمی‌توانم زندگی کنم و باید کتابخانه‌ام را هر جا هستم همراه داشته باشم. در حالیکه برای حمل کتابهایم حداقل چهار صد شتر لازم است و این مقدار شتر در دسترس نیست.
این کتابخانهٔ هفده هزار جلدی که فهرست کتب آن خود تنها ده جلد می‌شده‌است بعدها اساس کتابخانهٔ همگانی شهر ری شد.

## معاصر

### کتابخانه تربیت تبریز

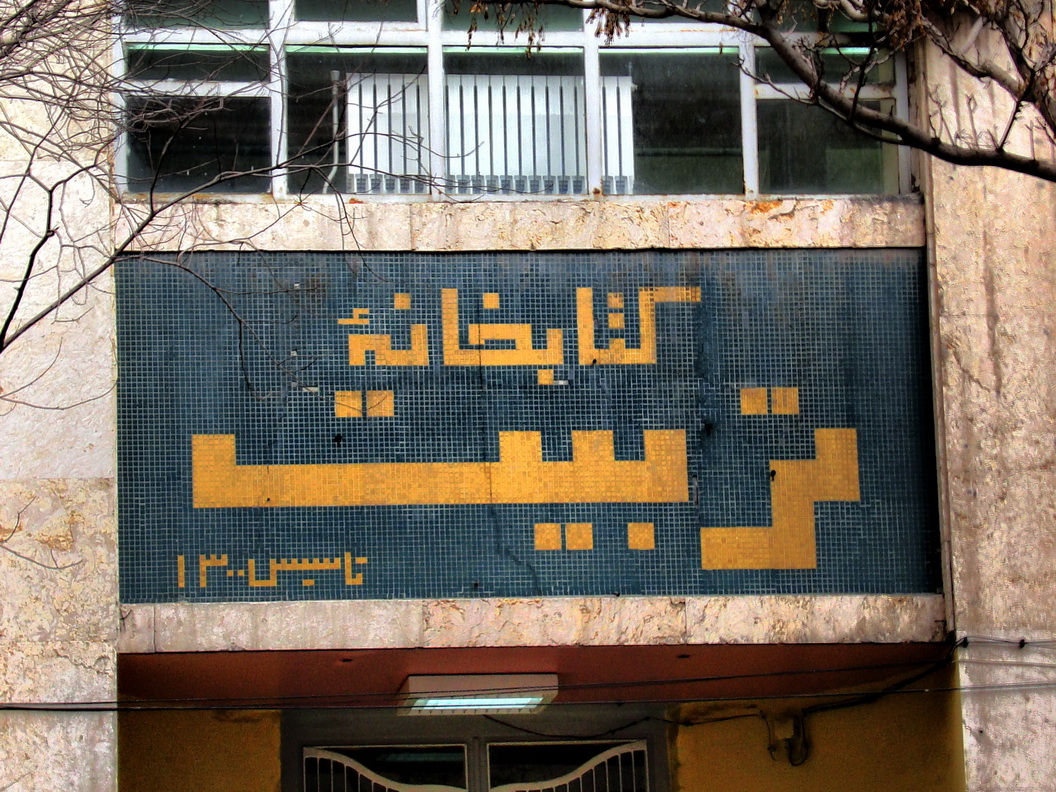
کتابخانه تربیت تبریز؛ نخستین کتابخانه عمومی ایران.

کتابخانه عمومی تربیت، نخستین کتابخانه عمومی دولتی ایران در دوران معاصر است که در سال ۱۳۰۰ در شهر تبریز ایجاد شد. این کتابخانه توسط محمدعلی تربیت پایه‌گذاری شد. وی از پیشگامان مشروطیت و یکی از آزادیخواهان مشهور شهر تبریز به‌شمار می‌رفت.
کتابخانه تربیت در بدو تأسیس، کتابخانه و قرائتخانه عمومی معارف نامیده شد و زیرنظر اداره معارف بود که ریاست آن را محمدعلی تربیت بر عهده داشت و بعدها، به احترام پایه‌گذار آن، کتابخانه تربیت نام گرفت. محل کتابخانه در یکی از اتاق‌های دبیرستان محمدیه (شاهدخت سابق) واقع در کوی حرم‌خانه و پشت ساختمان استانداری فعلی بود. پس از گذشت چند ماه در کنار همین دبیرستان، از محل عواید اوقاف، فضای کوچکی برای کتابخانه ساخته شد که در آن یک اتاق کوچک برای مخزن و یک اتاق بزرگ برای مطالعه در نظر گرفته شده بود. ساختمان فعلی در ۱۳۵۰ افتتاح شد و به عنوان کتابخانه‌ای عمومی زیر پوشش دبیرخانه هیئت امنای کتابخانه‌های عمومی قرار گرفت.

### کتابخانه عمومی آستارا
قرائت‌خانه آستارا  نخستین کتابخانه‌ عمومی ایران و نخستین کتابخانه عمومی استان گیلان است که در سال ۱295 هجری شمسی در آستارا تأسیس شده‌است. ( به نقل از کتاب تاریخ آموزش و پرورش آستارا صفحه 80 " تالیف اشرف آقا حریری با استناد به کتاب خاطرات جلیل بزرگمهر ) : بعد از تاسیس مدرسه ، با کمک و مساعدت شهرداری آستارا و انجمن معارف ، قرائت خانه و کتابخانه ای ملی در وسعت کافی و وضع مناسب در سال 1295 هجری شمسی در شهر آستارا ایجاد شد . این موسسه فرهنگی ، کتب زیادی در اختیار داشت و دانش آموزان و مردم باسواد شهر برای مطالعه کتاب و روزنامه ها به آنجا می رفتند . و اغلب در مقابل دادن رسیدی ، کتابی جهت مطالعه در خانه به امانت می گرفتند . روزنامه های چاپ تهران و تبریز و رشت هم همیشه در روی میز بزرگ قرائت خانه وجود داشت . مدیریت قرائت خانه با آقای میرزا محمد حسین راهور بود که با علاقه به کار خود اشتغال داشت .

### کتابخانه مدرسه آمریکایی تهران
کتابخانه مدرسه آمریکایی تهران (TAS) تأسیس ۱۹۵۴، ۱۸۰۰۰ کتاب داشت، و به گفته یکی از استادان مدعو این مدرسه «احتمالاً دارای بهترین کتابخانه در بین مدارس ایران» بود. به گفته او این کتابخانه نخستین کتابخانه مدرن مدرسه‌ای در ایران بود.